# Hønenstenen
Hønenstenen (signum N 102) var en runsten från 1000-talet, som hittades på gården Hønen i Norderhovs kommun i Ringerike 1817, men som försvann mellan 1925 och 1938. Stenen var 1,26 m lång, 21 cm bred och 10,5 cm tjock.

## Inskrift
Inskriften är känd från en kopia av en försvunnen originalteckning av Lorentz Diderich Klüwer. Den är mycket omstridd, och tolkades först av Sophus Bugge, senare av Magnus Olsen. Den sistnämnda ansåg att stenen berättar om Ringerikebor som reste till Grönland omkring 1050 och dog där.
Translitterering av runraden:
[ut uk ' uit ' uk ' þurba ' þiru u(k) as ' uin'ka(l)(t)o| |o ' isa ' i ubukþ aþ k(u)(a)mu auþ ma ilt ' uika| ' |at| |taui ' ar]
Normalisering till fornvästnordiska:
Út ok vítt, ok þurfa þerru ok áts, vindkalda á ísa, í óbygð at kómu. Auð má illt vega, at deyji ár.
I en äldre läsning av Sophus Bugge nämndes Vinland, som uppmärksammade stenen som det tidigaste dokumentet som nämner Amerika:

Út ok vítt ok þurfa þerru ok áts

Vínlandi á ísa í úbygð at kómu;

auð má illt vega, [at] doyi ár.

Den poetiska texten är svårtolkad, särskilt på grund av användandet av kenningar. Det är ganska säkert att ordet obygð syftar på ödemark på Grönlands östkust. Där ska några vikingar ha räddat sig från ett förlist skepp, våta och utan mat. Troligen skede förlisningen på resan mellan Grönland och Island. Stenen är en parsten till en annan försvunnen sten som restes till minne av Finn Feginn, son till Ketil Kalv och sonson till Sigurd Syr, far till kung Harald Sigurdsson. Finn var brorson, på sin mors sida, till kungen av Norge och medlem av en viktig familj i Ringerike, där stenen upptäcktes. Enligt Hemming Aslakssons saga försvann Finn på en resa, hans kropp hittades av Lika-Lodinn och fördes tillbaka till Norge på order av Olaf. En annan kandidat är en viss Thrond, son till Halfdan, sonson till Sigurd Syr, och brorson till kung Harald på sin fars sida. Thrond flydde från Norge för att han misstänkes för att vara en tronpretendent och hans skepp förliste på en Vinlandsresa. Dessa berättelser om Finn och Thrond är dock inte att betrakta som helt tillförlitliga historiska källor.